# Sinacaban
Sinacaban ist eine philippinische Stadtgemeinde in der Provinz Misamis Occidental. Sie hat 18.391 Einwohner (Zensus 1. August 2015).

## Baranggays
Sinacaban ist administrativ in 17 Baranggays unterteilt.
| - Cagay-anon - Camanse - Colupan Alto - Colupan Bajo - Dinas - Estrella - Katipunan - Libertad Alto - Libertad Bajo | - Poblacion - San Isidro Alto - San Isidro Bajo - San Vicente - Señor - Sinonoc - San Lorenzo Ruiz (Sungan) - Tipan |